# João Paulo Gomes da Silva
João Paulo Gomes da Silva (Raposos, 5 de agosto de 1950) é um advogado, contador, jornalista e político brasileiro. 

## Biografia
É também economista e administrador, foi professor universitário e consultor jurídico do estado de Minas Gerais.
Como jornalista, foi colunista de jornal impresso, locutor de rádio FM, comentarista de política, economia e esportes na Rede Minas e na TV Record Minas; além de ter sido apresentador de programa de jornalismo de estúdio na TV Record Minas.
Na carreira política, foi um dos fundadores do PSDB em 1988, tendo sido candidato a Vereador naquele ano, na capital mineira, assumindo como suplente, mas renunciou para ser Presidente do Instituto Municipal de Previdência da prefeitura de Belo Horizonte entre os anos de 1989 e 1991. Em 1992, foi eleito vereador na capital, como o mais votado de sua coligação; tendo sido eleito Presidente da câmara municipal. Voltou a ser eleito vereador em 1996, ano em que foi eleito para presidir a Comissão que elaborou o Plano Diretor, conjugado com a regulação do Uso, Parcelamento e Ocupação do Solo da Capital; cuja Lei 7.165/96 foi aprovada na Câmara Municipal, também sob sua Presidência.
Posteriormente, João Paulo venceu as eleições para deputado estadual por Minas Gerais em 1998,  como o mais votado de sua coligação; elegendo-se deputado federal em 2002. Na Assembleia Legislativa de Minas Gerais, presidiu a Comissão de Relações Internacionais e a Comissão de Defesa do Consumidor.